# Josep March
Josep March fue un litógrafo catalán, nacido el siglo XVIII y fallecido en el siglo XIX.
Fue alumno de la Escuela de Dibujo de la Junta de Comercio, la lonja (1802-06), y se hizo especialista en pintura de flores. A pesar de ello, ha pasado a la historia por ser el primero que ensayó la técnica litográfica en España. En un artículo que la revista "Memorias de Agricultura y Artes", que la misma Junta de Comercio publicaba en Barcelona, dedicó al nuevo arte de la litografía en el año 1815, se explicaba el ensayo que Josep March ya había hecho de esta técnica, cuando reprodujo por medio de ella el escudo de la mencionada Junta, después de haberse procurado piedra, no del todo idónea para la labor, de Montjuïc y otras montañas cercanas a Barcelona, y haber elaborado con éxito tinta y lápices litográficos.
Las pruebas que hizo entonces no tuvieron continuidad, pero él mismo em 1819, espoleado por el viaje de estudios que José María Cardano había hecho en París y en Múnich, subvencionado por el Gobierno Español para practicar la nueva técnica, insistió ante la Junta de Comercio sobro la importancia de esta técnica y el temprano interés que la Junta misma había tenido al darla a conocer al mencionado artículo de las "Memorias de Agricultura y Artes".
En este caso, la Junta de Comercio, que normalmente jugó una tarea tan positiva en el desarrollo técnico y cultural del país, no tuvo la clarividencia de sacar adelante el proyecto de March, que en el futuro tendría una sólo discreta carrera de litógrafo, cuando esta técnica ya se había implantado en nuestro país de la mano de otros litógrafos.
Con todo, Josep March es el autor de la primera estampa litográfica conocida realizada en España, estampa que se conserva en la Unidad Gráfica de la Biblioteca de Cataluña.
La presencia de esta pieza suele eclipsar otra, también en la Biblioteca de Cataluña: una litografía igualmente muy temprana: el plano de un artilugio mecánico, trazado por Cristòfol Montiu, clérigo de Cervera, que en 1818 utilizó piedra de los alrededores de su villa para ilustrar una memoria técnica.
Estas dos piezas forman parte de la colección de incunables existentes en la Biblioteca. Suelen denominarse así a las estampas litográficas anteriores a 1825, y la biblioteca posee veintinueve, muchas de las cuales son conjuntos integrados por varias estampas diferentes, lo que da un total de ochenta estampas de este tipo.

## Obra
March, Josep, A la Real Junta de Comercio de Cataluña. [Barcelona : s.n., 1815]. -- 1 estampa, litografía ; 22 x 16 cm. TOP: XIV.5 BC R.E. 27022